# Jazdowiczki
Jazdowiczki – wieś w Polsce położona w województwie małopolskim, w powiecie proszowickim, w gminie Proszowice.
W latach 1975–1998 miejscowość administracyjnie należała do województwa krakowskiego.
- Zabytki: dwa kurhany[4].